# Violet Florence Martin
Pour les articles homonymes, voir Martin.
Violet Florence Martin, nom de plume Martin Ross, (11 juin 1862 – 21 décembre 1915) est une romancière irlandaise qui a co-écrit une série de romans avec sa cousine et compagne Edith Somerville. 

## Jeunesse
Violet Florence Martin naît à Ross House dans le Connemara (Comté de Galway) le 11 juin 1862, la plus jeune des seize enfants de James Martin de Ross (1804 – 1872). La famille Martin, une branche de la famille Martyn - l'une des tribus de Galway - s'est installée à Ross au début du XVIIe siècle, après avoir habité la ville de Galway pendant environ trois cents ans. Son père, James, est protestant, son grand-père s'étant converti afin de conserver les propriétés familiales malgré les lois pénales. Néanmoins, chaque enfant de la famille est secrètement « baptisé » par les domestiques. 
Elle est une parente de Richard Martin, député, et de son contemporain, Edward Martyn, dramaturge et premier dirigeant du Sinn Féin. Son frère aîné, Robert Jasper Martin, est un auteur-compositeur réputé et membre du parti conservateur de Londres. Elle a une arrière-grand-mère commune avec l'écrivaine Maria Edgeworth, dont elle utilise le langage vernaculaire irlandais dans son travail. 
Son père avait réussi à sauver à la fois ses terres et ses métayers pendant la Grande Famine mais au prix de la faillite. Après sa mort en 1872, la famille déménage à Dublin et ne revient à Ross qu'en 1888, à la suite d'une révélation de fraude financière dans la succession. En 1884, à Londres, Martin collabore sur une pièce de théâtre avec Willie Wills, un cousin et dramaturge professionnel.  

## Collaboration avec Edith Somerville
Violet Martin et Edith Somerville sont cousines au deuxième degré. Elles se rencontrent le 17 janvier 1886 à Castletownshend puis deviennent compagnes et partenaires littéraires. Martin rejoint Somerville à Paris en 1887 où elles travaillent sur leur première œuvre commune The Buddh Dictionary.
Elles partagent une maison à Drishane, dans le comté de Cork. En 1889, Martin adopte le pseudonyme « Martin Ross ». En 1891, elles visitent la province de Bordeaux, Fanny Curry les invite a venir à Londres et à rejoindre la Women’s Liberal Unionist Society. En 1893, après un voyage au Pays de Galles puis au Danemark, Martin publie ‘Priest or Patriot?’ dans The World. James B. Pinker devient l'agent littéraire des deux amies.  
Elles publient plusieurs romans humoristiques sous le nom « Somerville et Ross » dont The Real Charlotte, Some Reminiscences of an Irish RM et In The Vine Country.
La nature précise de leur relation, romantique ou amicale, a fait l'objet de spéculations par des auteurs ultérieurs,.

## Opinions politiques et culturelles
Martin est une syndicaliste irlandaise, opposée au nationalisme ouvert de Somerville. Elle et son frère Robert sont tous deux des membres reconnus du cercle littéraire du syndicalisme irlandais. Cependant, contrairement à son frère, Martin est une suffragette convaincue, devenant vice-présidente de la Munster Women's Franchise League. En bons termes avec les principaux membres de la Renaissance littéraire gaélique tels que William Butler Yeats et Lady Gregory, elle s'oppose à leur version romantique de la paysannerie irlandaise. En 1913, elle rencontre Horace Plunkett à Dublin et entame une correspondance avec lui sur ses politiques et plans agricoles et des moyens pour populariser le mouvement des Femmes irlandaises unies.  
Martin est gravement blessée dans un accident en novembre 1898, dont elle ne se remettra jamais complètement. Elle décède des suites de cet accident le 21 décembre 1915.  
Après sa mort, Somerville continue à écrire sous leurs noms littéraires communs. Elle décède à Castletownshend en octobre 1949, à l'âge de 91 ans, et est enterrée aux côtés de Martin à l'église Saint Barrahane (Castletownsend, Comté de Cork, Irlande). 
Les deux femmes ont laissé des milliers de lettres et 116 volumes de journaux intimes, détaillant leur vie, pour la plupart encore inédits.  
Martin reçoit un Doctorat en littérature posthume du Trinity College (Dublin).

## Romans de "Somerville and Ross"
- Un cousin irlandais (1889)
- Vignoble de Naboth (1891)
- Au pays des vignes (1893)
- À travers le Connemara dans une charrette de gouvernante (1893)
- La vraie Charlotte (1894)
- Mendiants à cheval (1895)
- Le renard argenté (1897)
- Quelques expériences d'un R.M. irlandais (1899)
- La chasse le jour de la Saint Patrick (1902)
- Tout sur la côte irlandaise (1903)
- Expériences supplémentaires d'un RM irlandais (1908)
- Dan Russell le renard (1911)
- Au pays de M. Knox (1915)